# OR2T35
OR2T35 (англ. Olfactory receptor family 2 subfamily T member 35) – білок, який кодується однойменним геном, розташованим у людей на 1-й хромосомі. Довжина поліпептидного ланцюга білка становить 323 амінокислот, а молекулярна маса — 36 101.
| 10         |  | 20         |  | 30         |  | 40         |  | 50         |
| ---------- |  | ---------- |  | ---------- |  | ---------- |  | ---------- |
| MGMEGLLQNS |  | TNFVLTGLIT |  | HPAFPGLLFA |  | VVFSIFVVAI |  | TANLVMILLI |
| HMDSRLHTPM |  | YFLLSQLSIM |  | DTIYICITVP |  | KMLQDLLSKD |  | KTISFLGCAV |
| QIFYLTLIGG |  | EFFLLGLMAY |  | DRYVAVCNPL |  | RYPLLMNRRV |  | CLFMVVGSWV |
| GGSLDGFMLT |  | PVTMSFPFCR |  | SREINHFFCE |  | IPAVLKLSCT |  | DTSLYETLMY |
| ACCVLMLLIP |  | LSVISVSYTH |  | ILLTVHRMNS |  | AEGRRKAFAT |  | CSSHIMVVSV |
| FYGAAFYTNV |  | LPHSYHTPEK |  | DKVVSAFYTI |  | LTPMLNPLIY |  | SLRNKDVAAA |
| LRKVLGRCGS |  | SQSIRVATVI |  | RKG        |  |            |  |            |

A: Аланін

C: Цистеїн

D: Аспарагінова кислота

E: Глутамінова кислота

F: Фенілаланін

G: Гліцин

H: Гістидин

I: Ізолейцин

K: Лізин

L: Лейцин

M: Метіонін

N: Аспарагін

P: Пролін

Q: Глутамін

R: Аргінін

S: Серин

T: Треонін

V: Валін

W: Триптофан

Кодований геном білок за функціями належить до рецепторів, g-білокспряжених рецепторів, білків внутрішньоклітинного сигналінгу. 
Локалізований у клітинній мембрані.